# Mã Long (bóng bàn)
Mã Long (giản thể: 马龙; phồn thể: 馬龍; bính âm: Mǎ Lóng; sinh ngày 20 tháng 10 năm 1988) là một vận động viên bóng bàn nam người Trung Quốc. Anh đã từng giữ thứ hạng 1 thế giới của Liên đoàn bóng bàn thế giới (ITTF), thành tích mà anh đã giữ được tổng cộng 64 tháng, (trong đó có 34 tháng liên tiếp) lâu nhất lịch sử bóng bàn thế giới.  Mã Long là tay vợt bóng bàn giàu thành tích nhất lịch sử với hai Grand Slam trong sự nghiệp.

## Sự nghiệp và lối chơi
Năm 2003, Ma Long lần đầu có tên trên bảng xếp hạng ITTF với thứ hạng 300. Tay vợt này nhanh chóng vào top 50 thế giới vào năm 2005. Từ tháng 3 năm 2007, anh ta luôn nằm trong top 10 bảng thế giới của ITTF, rồi vọt lên hạng 2 TG vào năm 2009. Đầu năm 2010 anh đã qua mặt Vương Hạo đừng đầu bảng ITTF.
Mã Long sở hữu kĩ thuật thuận tay được coi là hoàn hảo nhất, từ những pha xử lý bóng trong bàn hay tấn công thuận tay đều có uy lực, độ xoáy, độ hiểm hóc. Đây chính là vũ khí chính giúp Mã Long giành điểm số. Mã Long cũng được coi là người có kỹ thuật giao bóng hàng đầu thế giới. Quả giao bóng của anh mang nặng tính chiến thuật.
Hiện nay, do xu hướng bóng bàn hiện đại tốc độ cao, anh cũng đã ở bên kia sườn dốc sự nghiệp. Mã Long không còn đủ tốc độ, thể lực để chơi đôi công xa bàn nhiều nữa, anh cần ôm bàn nhiều hơn. Do đó anh nâng cao cú trái của mình. Kĩ thuật yrái tay của Ma Long thiên về độ khéo, nó thường kiến thiết cho quả thuận tay kết bóng sấm sét. Anh nổi tiếng với những pha "Chop block" cực nặng làm khó đối thủ.
Sự nghiệp của Ma Long bước khởi đầu khá gian nan. Dù rất thành công ở ITTF World Tour nhưng anh 3 lần bị loại ở giải Vô địch thế giới bởi  Vương Hạo (2009, 2011, 2013). Tại Olympic 2012, anh bị Koki Niwa hạ gục từ vòng loại, mất suất tham dự nội dung đơn nam. Từ năm 2015, Mã Long đã bước lên đỉnh thế giới với  cú ăn 3 lịch sử: Vô địch thế giới (World Championship) tại Tô Châu khi đánh bại đàn em Fang Bo (có lối chơi rất giống Ma Long), giành cúp thế giới (Men World Cup) và giải 16 cây vợt suất sắc nhất thế giới (World Tour Grand Finals) với 2 lần hạ gục đồng hương Fan Zhendong tại trận chung kết. Đến năm 2016, Mã Long giành huy chương vàng đơn nam Olympic Rio, hoàn tất danh hiệu Gland Slam bóng bàn (Olympic, World Championship, World cup). Từ đó trở đi, Mã Long dường như "chơi một mình" khi không có đối thủ nào vợt được anh trên bảng xếp hạng bóng bàn thế giới. Chuỗi dẫn đầu của anh dừng lại khi anh phải nghỉ thi đấu vì phẫu thuật chấn thương cổ tay và đầu gối cuối năm 2018, đầu năm 2019, anh thiết lập kỷ lục 34 tháng xếp hạng 1 thế giới. Tưởng như sự nghiệp của Mã Long đã dừng lại nhưng anh trở lại mạnh mẽ sau chấn thương. Tuy không là "gã độc tài" như thời đỉnh cao nhưng trong các giải đấu lớn, anh vẫn là nhà vô địch như World championship 2019, ITTF Finals 2020, đặc biệt là tấm huy chương vàng thứ 2 tại Olympic Tokyo. Mã Long là tay vợt nam duy nhất bảo vệ thành công tấm huy chương vàng Olympic, vận động viên bóng bàn nam đầu tiên đạt 2 Gland Slam (World champion ship 2015, 2017, 2019, World cup 2012, 2015, Olympic 2016, 2020)
Mã Long là tay vợt ngàn năm có một của lịch sử bóng bàn thế giới.